# I Love Dick (Fernsehserie)
I Love Dick ist eine amerikanische Fernsehserie, die von Amazon produziert und auf Prime Video als Eigenproduktion am 12. Mai 2017 erschien, nachdem der Pilot bereits am 19. August 2016 erstveröffentlicht war. Sie basiert auf dem autofiktionalen gleichnamigen Roman von Chris Kraus, die von Kathryn Hahn verkörpert wird, über ihre Briefe an einen Dick (Kevin Bacon).

## Handlung
Die Filmemacherin Chris Kraus und ihr älterer Ehemann Sylvère Lotringer fahren nach Marfa in Texas, wo Sylvère ein Stipendiat, um zum Holocaust zu forschen, am Institut des Cowboys und Kunstprofessors Dick erhalten hat. Nach ihrer ersten Begegnung mit Dick entwickelt Chris eine Besessenheit; sie versucht ihn von ihrer Kunst zu überzeugen und verfasst Briefe an Dick über ihre ihn betreffenden sexuellen Begierden und Fantasien, die zunächst auch ihr Sexualleben mit Sylvère beleben, bis ihre Besessenheit und ihr Frust über Dicks Zurückweisung ausarten.
In jeder Folge wird ein Brief durch Voiceover vorgetragen, dazu werden gelegentlich Textgrafiken eingeblendet. Außerdem werden manchmal Clips aus Kurzfilmen von Filmemacherinnen gezeigt.

## Episodenliste
| Nr. | Deutscher Titel                 | Originaltitel                  | Erstveröffentlichung USA | Deutschsprachige Erstausstrahlung (D) | Regie           | Drehbuch                         |
| --- | ------------------------------- | ------------------------------ | ------------------------ | ------------------------------------- | --------------- | -------------------------------- |
| 1 | Jeder Brief ist ein Liebesbrief | Pilot                          | 19. Aug. 2016            | 19. Aug. 2016                         | Joey Soloway    | Sarah Gubbins                    |
| Chris Kraus und ihr Ehemann Sylvère Lotringer ziehen nach Marfa, wo Sylvère ein Forschungsstipendium des Künstlers Dick erhalten hat. Nach der ersten Begegnung mit diesem und einem gemeinsamen Essen beginnt Chris ein an ihn adressiertes Briefprojekt, das sie und Sylvère sexuell beflügelt. |                                 |                                |                          |                                       |                 |                                  |
| 2 | Sylvie & Jerome                 | The Conceptual Fuck            | 12. Mai 2017             | 9. Juni 2017                          | Kimberly Peirce | Sarah Gubbins                    |
| Chris erscheint unangemeldet bei Dicks Unterricht und zeigt ihm ihren Film, den er nur als „nicht mein Ding“ kommentiert. Während Sylvère sich mit der Stipendiatin Toby austauscht, die formalistisch zu Hardcorepornographie forscht, erhält Nachbar Devon durch ein Treffen mit Chris die Idee, ein Stück über das Paar zu schreiben. Nachts gibt Chris die Briefe als Kunstprojekt im Institut ab. |                                 |                                |                          |                                       |                 |                                  |
| 3 | Szenen einer Ehe                | Scenes From a Marriage         | 12. Mai 2017             | 9. Juni 2017                          | Andrea Arnold   | Heidi Schreck                    |
| Devon gelangt an einige Briefe, bevor die Kiste bei Dick landet und er die übrigen liest. Sylvère ist nicht einverstanden und drängt Chris sie zurückzuholen, was nicht mehr geht, als sie erkennen, dass Dick sie schon gelesen hat. Bei einer Leseprobe der Briefe unter den Stipendiaten wird versehentlich eines von Dicks Kunstobjekten zerstört. |                                 |                                |                          |                                       |                 |                                  |
| 4 | Ilinx                           | Ilinx                          | 12. Mai 2017             | 9. Juni 2017                          | Andrea Arnold   | Carla Ching                      |
| Da Chris seinen Namen in einem Brief erwähnt hat, will Sylvère, dass sie mit Dick spricht und erklärt, dass er nichts damit zu tun hat, doch das kommt nicht zustande. Während Sylvère bei der Stipendiats-Vorstellung spricht, drängt Dick auf Chris ein, dass sie aufhören soll und uninteressant sei; gegenüber Sylvère nennt er sie später eine Ablenkung, worauf das Paar beschließt, dass sie etwas Abstand brauchen. In einer Bar lernt Toby einen jungen Arbeiter aus einem Männer-Camp für eine Ölpipeline kennen und fährt dorthin mit. |                                 |                                |                          |                                       |                 |                                  |
| 5 | Wege der Lust                   | A Short History of Weird Girls | 12. Mai 2017             | 9. Juni 2017                          | Joey Soloway    | Annie Baker & Heidi Schreck      |
| In einem Brief spricht Chris über ihre sexuelle Vergangenheit und fragt sich, was wäre, wenn auch andere Frauen ihm Briefe schreiben würden. Darauf sprechen andere Figuren der Serie Briefe an Dick: Devon darüber wie sie sich seine Männlichkeit angeeignet hat; Paula, die Kuratorin des Instituts, über die Beziehung zu ihrer Mutter und ihre Entdeckung der Masturbation; Toby darüber, wie sie aus der Kunstgeschichte heraus dazu kam, sich auf die Untersuchung von Hardcorepornographie zu spezialisieren.                             |                                 |                                |                          |                                       |                 |                                  |
| 6 | Dies ist kein Liebesbrief       | This Is Not a Love Letter      | 12. Mai 2017             | 9. Juni 2017                          | Jim Frohna      | Esti Giordani & Diona Reasonover |
| Chris hängt Kopien der Briefe in Marfa verteilt auf. Als Dick darüber mit Sylvère spricht, meint dieser, Dick solle einfach einmal mit ihr schlafen, damit ihre Obsession aufhört. Im Männer-Camp macht Toby sich als Kunstperformance in einem Livestream nackt und spricht dazu; als die Polizei aufkreuzt, zieht auch Devon sich aus. |                                 |                                |                          |                                       |                 |                                  |
| 7 | Das Tauschgeschäft              | The Barter Economy             | 12. Mai 2017             | 9. Juni 2017                          | Andrea Arnold   | Dara Resnik                      |
| Dick kreuzt bei Chris auf, die davon überrascht und überfordert ist. Als Dick erklärt, dass er mit Sylvère gesprochen hat und dieser einverstanden ist, ist sie empört, dass die beiden Männer offenbar über sie verhandelt haben. Nachdem sie sich mit Sylvère darüber streitet, betritt sie Dicks Ranch und geht bekleidet in seinen Außenpool. |                                 |                                |                          |                                       |                 |                                  |
| 8 | Cowboys und Nomaden             | Cowboys and Nomads             | 12. Mai 2017             | 9. Juni 2017                          | Andrea Arnold   | Sarah Gubbins & Heidi Schreck    |
| Frierend klopft Chris bei Dick an, der sie einlässt. Inspiriert von den Arbeitern des Männer-Camps entwickelt Devon ein Performance-Ritual und zeigt mit den Männern von Marfa, auch Sylvère, einen Schönheitstanz. Am Lagerfeuer küsst Dick Chris; als sie sich drinnen ausziehen, um Sex zu haben, hat Dick Chris’ Periodenblut an den Fingern. Während er es abwäscht, geht sie hinaus in die Ödnis. |                                 |                                |                          |                                       |                 |                                  |

## Besetzung und Synchronisation
Die deutschsprachige Synchronisation entstand nach Dialogbüchern und unter der Dialogregie von Gerrit Schmidt-Foß durch die FFS Film- & Fernseh-Synchron GmbH in Berlin.
| Rolle             | Beschreibung                      | Darsteller        | Synchronsprecher  |
| ----------------- | --------------------------------- | ----------------- | ----------------- |
| Dick Jarrett      | Kunstdozent am Institut           | Kevin Bacon       | Udo Schenk        |
| Chris Kraus       | Filmemacherin, Sylvères Ehefrau   | Kathryn Hahn      | Katrin Zimmermann |
| Sylvère Lotringer | Chris’ Ehemann, Kulturtheoretiker | Griffin Dunne     | Gudo Hoegel       |
| Devon             | Chris’ und Sylvères Nachbar       | Roberta Colindrez | Maja Maneiro      |
| Toby Willis       | Stipendiatin für Kunstgeschichte  | India Menuez      | Kaya Marie Möller |
| Paula Morrison    | leitende Kuratorin des Instituts  | Lily Mojekwu      | Victoria Sturm    |

## Veröffentlichung
Amazon bestellte im Februar 2016 einen Serienpiloten von I Love Dick, der von Sarah Gubbins  basierend auf Chris Kraus’ gleichnamigen Roman geschrieben wurde, mit Kathryn Hahn in der Hauptrolle als Chris. Regie und Produktion führte Joey Soloway (damals Jill Soloway). Hahn spielte bereits in dessen vorangegangener Serie Transparent. Der Pilot erschien am 19. August 2016 neben The Tick und Jean-Claude Van Johnson in Amazons Pilot-Saison, in der die Zuschauer bestimmen konnten, welcher eine Serie erhalten sollte. Im September gab Amazon die Serienbestellung für alle drei Piloten bekannt. Beim Sundance Film Festival im Januar 2017 wurden als Premiere die ersten drei Episoden der Serie gezeigt. Auf Prime Video erschien die Originalfassung der Serie am 12. Mai 2017, die deutsche Synchronisation am 9. Juni.

## Nominierungen
- Satellite Awards 2017 für Kathryn Hahn als Beste Darstellerin in einer Serie Komödie/Musical
- Artios Awards 2018: Herausragendes Casting in einem Fernsehpilot oder einer Ersten Staffel (Komödie)
- Golden Globe Awards 2018 für Kevin Bacon als Bester Serien-Hauptdarsteller Komödie/Musical